# Cécile Corbel

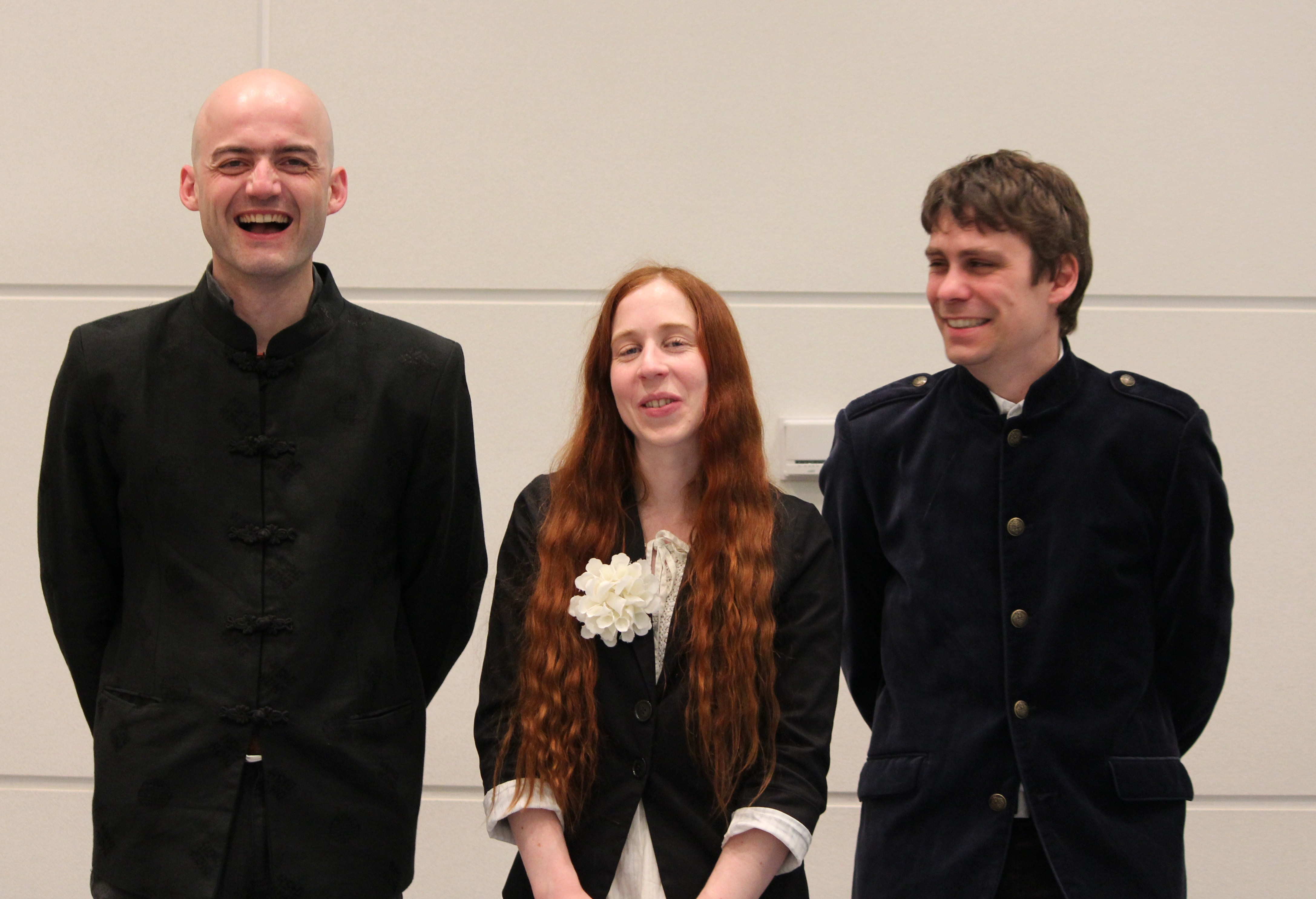
Corbel mit ihrer Band in Tokio (2010)

Cécile Corbel (* 28. März 1980 in Pont-Croix, Département Finistère) ist eine französische Folksängerin, Harfenistin und Komponistin. Sie stammt aus der Bretagne.

## Leben
Cécile Corbel erlernte ab dem 15. Lebensjahr das Spielen der keltischen Harfe. Sie unternahm Tourneen in zahlreiche europäische Länder, aber auch nach Myanmar, Australien und in die USA. Sie trat auf mehreren Festivals auf und spielte die Hauptrolle in dem Musical Anne de Bretagne von Alan Simon, das das Leben der Titelheldin behandelt. Zahlreiche weitere renommierte Künstler wirkten an dem Musical mit.
Corbel komponierte die Musik des japanischen Zeichentrickfilms Karigurashi no Arrietty, der im Juli 2010 in Japan veröffentlicht wurde. Hierfür wurde sie 2011 bei den Tokyo Anime Awards für die beste Musik ausgezeichnet.
Corbels Begleitband bestand 2010 aus
- Cyril Maurin: Gitarre
- Pascal Boucaud: Bassgitarre und Hintergrundgesang
- Eric Zorgniotti: Violoncello
- JB Mondoloni: Bodhrán

Später wurden Zorgnotti und Mondoloni durch Julien Grattard (Violoncello) und Christophe Piot (Perkussion) ersetzt. Gelegentlich tritt auch Corbels Ehemann Simon Caby als Bandmitglied auf. Die beiden haben einen 2015 geborenen Sohn.
Corbel singt unter anderem in französischer, englischer, bretonischer und irischer, gelegentlich auch in deutscher Sprache. Zu ihrem Repertoire gehört das türkische Lied Yarim Gitti.

## Diskografie
- 2005: Harpe celtique & chants du monde
- 2006: Songbook vol 1
- 2008: Songbook vol 2
- 2009: Anne de Bretagne, 2 CD
- 2010: Arrietty’s Song (Single)
- 2010: Kari-gurashi
- 2010: Karigurashi no Arrietty (Filmmusik)
- 2010: Le Coffret (Kompilation, umfasst die ersten drei Alben)
- 2011: Songbook vol 3 – Renaissance
- 2013: Songbook vol 4 – Roses
- 2014: La fiancée
- 2014: Im Land der Bären (Terre des ours, Soundtrack)
- 2016: Vagabonde
- 2019: Enfant du vent
- 2021: Songbook vol 5 – Notes
- 2023: La fille du verseau
- 2024: Graal